# Filipp Makharadze

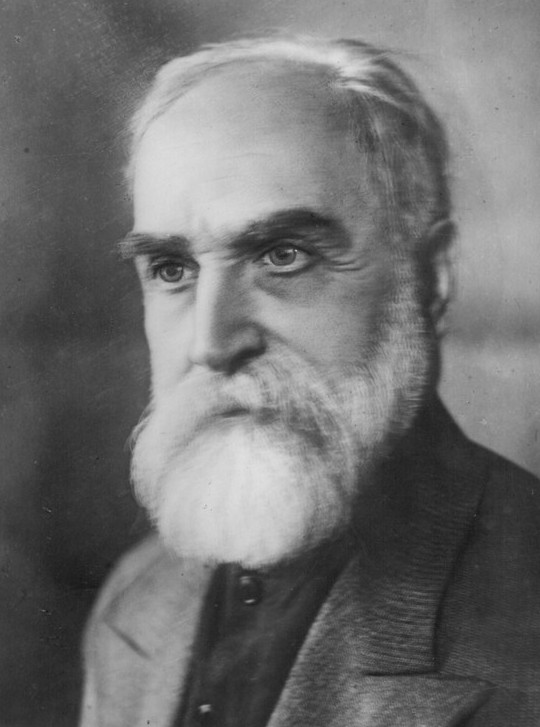
Filipp Makharadze.

Filipp Yeseyevich Makharadze em georgiano: ფილიპ ესეევიჩ მახარაძე em russo: Филипп Есеевич Махарадзе; 9 de março de 1868 - 10 de dezembro de 1941) foi um revolucionário bolchevique georgiano e funcionário do governo.